# デヴィッド・ナッター
デヴィッド・ナッター（David Nutter, 1960年 - ）は、アメリカ合衆国のテレビ監督、プロデューサーである。

## キャリア
1985年に映画『ドン・ジョンソンの 傷だらけの帰還』で監督デビューする。その後はテレビシリーズのエピソードを監督するようになり、1995年には『Xファイル』でプロデューサーとしてエミー賞に共同ノミネートされた。
2001年にはミニシリーズ『バンド・オブ・ブラザース』の第4話「補充兵」を監督し、ほかのエピソードの監督らと共に翌年のエミー賞監督賞を受賞した。この他に、『ザ・ソプラノズ 哀愁のマフィア』、『ザ・パシフィック』でもエミー賞監督賞にノミネートされた。
2012年、2013年、2015年、2019年に放送されたHBOのドラマシリーズ『ゲーム・オブ・スローンズ』でいくつかのエピソードの監督を務めた。2015年にはゲーム・オブ・スローンズでプライムタイム・エミー賞監督賞ドラマシリーズ部門賞を受賞した。